# Free Software Foundation

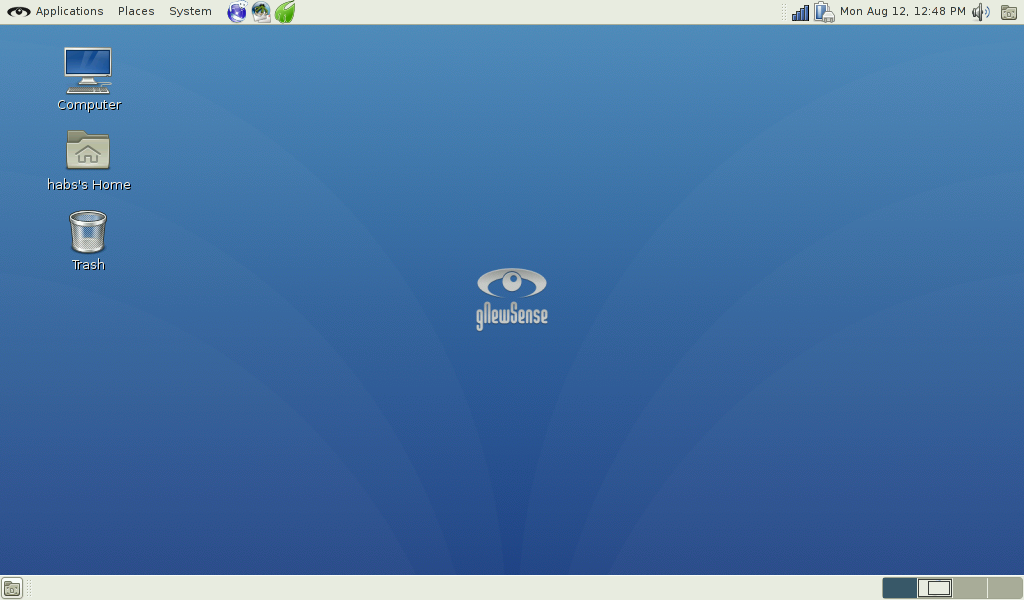
Captura de pantalla de gnewSense

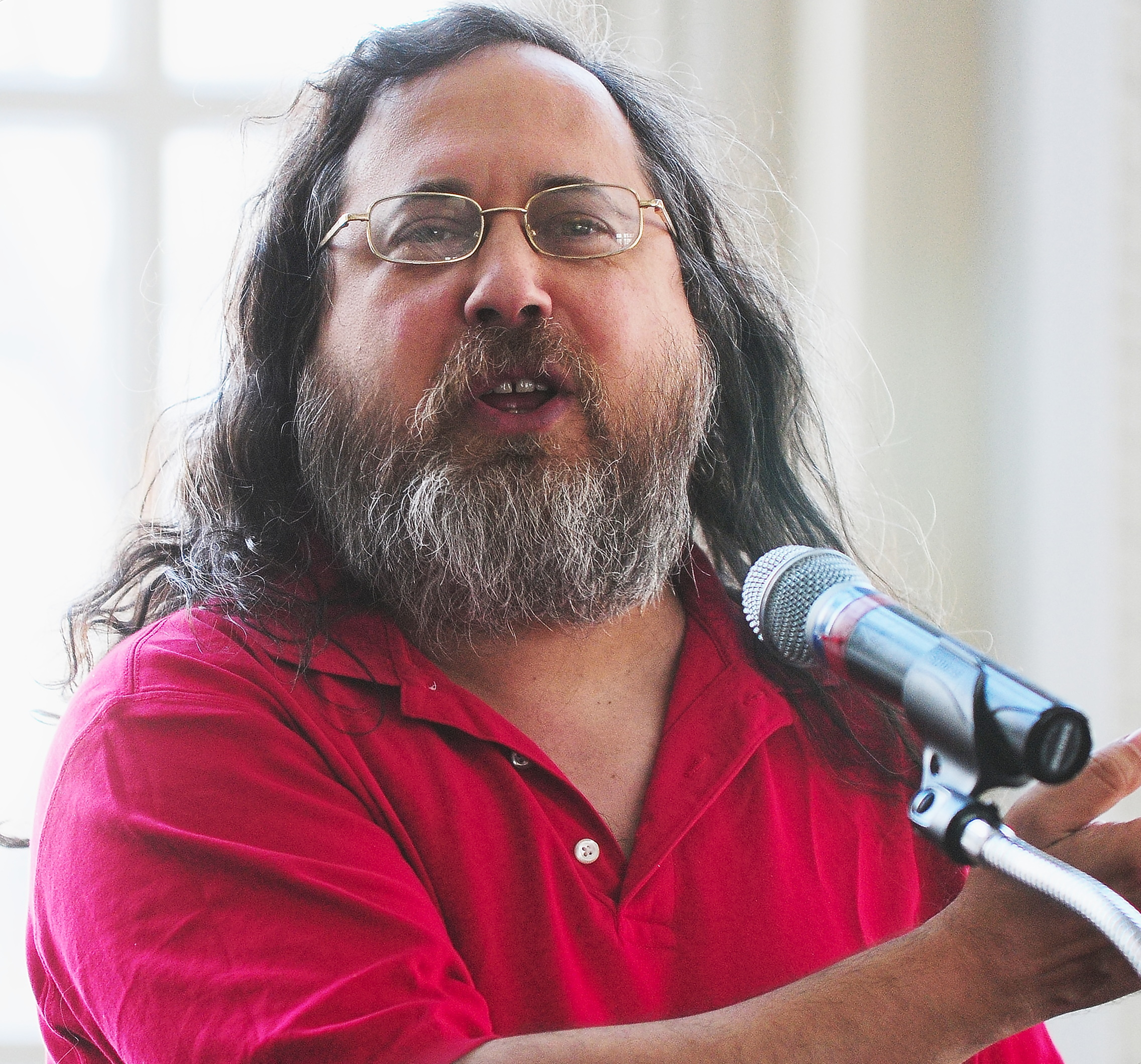
Richard Stallman (Presidente de la fsf)

La Fundación por el Software Libre o Free Software Foundation es una organización creada en octubre de 1985 por Richard Stallman y otros entusiastas del software libre con el propósito de difundir este movimiento.
La Free Software Foundation (FSF) es una organización sin fines de lucro con la misión mundial de promover la libertad de los usuarios de computadoras. Defendemos los derechos de todos los usuarios de software.
FSF centra su trabajo fundamentalmente en asuntos legales, organizativos y promocionales en beneficio de la comunidad de usuarios de software libre.

## Historia
La Free Software Foundation fue fundada en 1985. Continuó los proyectos existentes de GNU, como la venta de manuales y cintas, y contrató a desarrolladores del sistema de software libre. Desde entonces, ha continuado con estas actividades, además de abogar por el movimiento del software libre. La FSF también es la administradora de varias licencias de software libre, lo que significa que las publica y tiene la capacidad de realizar revisiones según sea necesario.
La FSF posee los derechos de autor de muchas piezas del sistema GNU, como el GNU Compiler Collection. Como titular de estos derechos de autor, tiene la autoridad para hacer cumplir los requisitos de copyleft de la GNU General Public License (GPL) cuando se produce una infracción de derechos de autor en ese software.
Desde 1991 hasta 2001, la aplicación de la GPL se realizó de manera informal, generalmente por el propio Stallman, a menudo con la asistencia del abogado de la FSF, Eben Moglen. En el interés de promover la asertividad copyleft por parte de las compañías de software al nivel que la FSF ya estaba haciendo, en 2004 Harald Welte lanzó gpl-violations.org.
La aplicación de la GPL y las campañas educativas sobre el cumplimiento de la GPL fueron un foco principal de los esfuerzos de la FSF a partir de este período.
De 2003 a 2005, FSF celebró seminarios legales para explicar la GPL y la ley circundante. Generalmente impartidos por Bradley M. Kuhn y Daniel Ravicher, estos seminarios fueron el primer esfuerzo para brindar educación legal formal sobre la GPL.
En 2007, la FSF publicó la tercera versión de la Licencia Pública General GNU después de una importante contribución externa.

## Actividades
Proyecto GNU
El propósito original de la FSF era promover los ideales del software libre. La organización desarrolló el sistema operativo GNU como un ejemplo de esto. 
Licencias GNU
La FSF elabora, mantiene y defiende la Licencia Pública General GNU (GNU GPL),la licencia de software libre más utilizada, cuya última versión es la GPLv3 que fue publicada en forma definitiva en junio de 2007. Aparte la FSF también es responsable de la [GNU LGPL|Licencia Pública General Reducida GNU] (GNU LGPL) y la Licencia de documentación libre GNU (GNU iFDL). La FSF tiene recursos y voluntad para hacer cumplir las licencias que elabora. Pero solo puede presentar demandas, sobre software del cual posea derechos de autor. La fundación se enfrenta cada año a unas 50 violaciones de la GPL y siempre trata de evitar llegar a los tribunales. 
Alojamiento de proyectos
La FSF aloja proyectos de software libre en su sitio web Savannah. Ofrece una de interfaz web para el hosting y el mantenimiento de las páginas web de los proyectos, seguimiento de errores, CVS, FTP, y listas de correo. Hospeda más de 2800 proyectos.
Formación legal

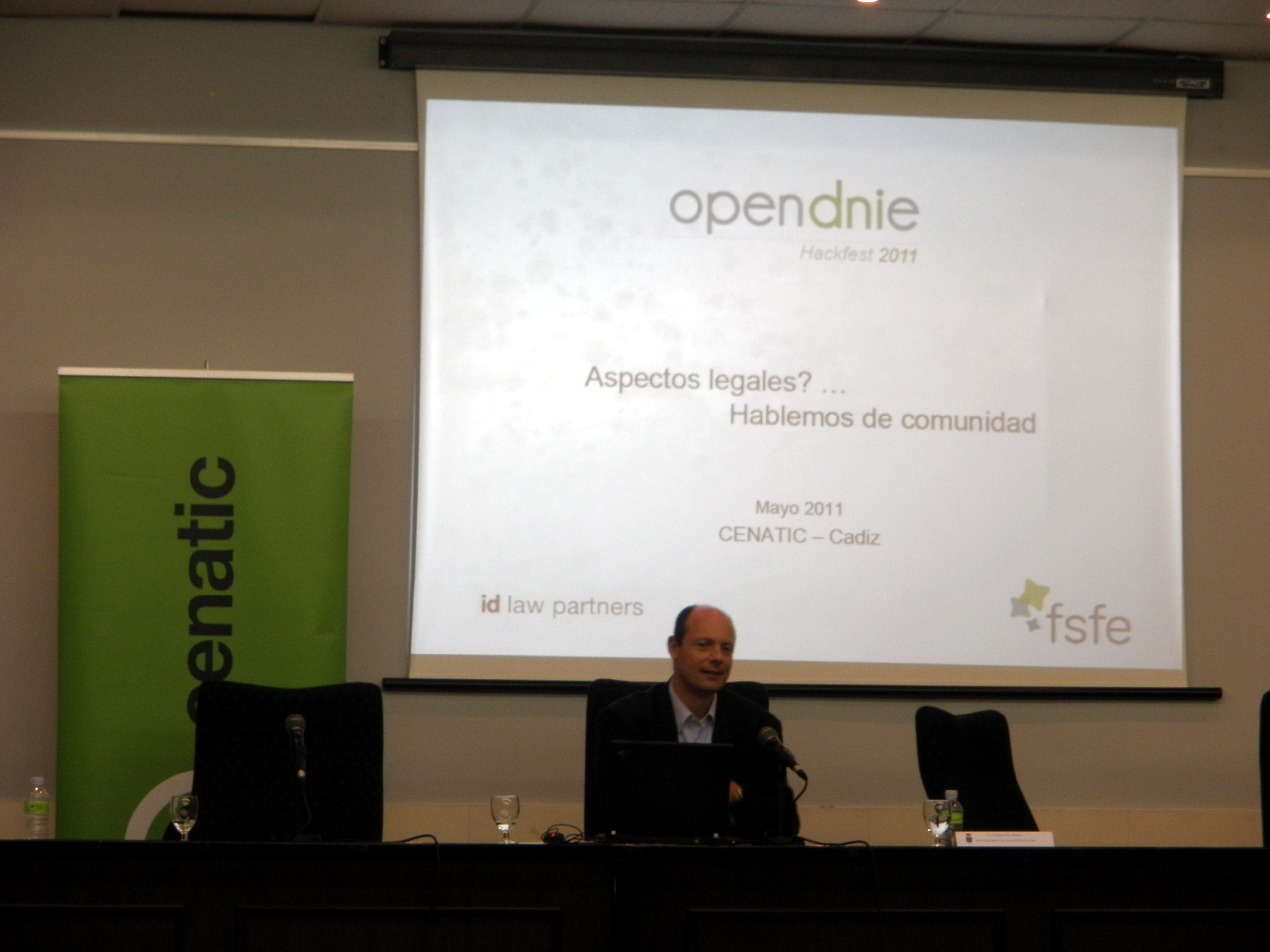
Charla de Malcom Bain, abogado de la FSF

La FSF organiza seminarios sobre los aspectos legales a tener en cuenta cuando se usa la licencia GPL.
Free Software Directory
Es un directorio con más de 5000 programas que se ha comprobado que son software libre. La Unesco ayuda en la financiación de este proyecto. 
Premios y reconocimientos
Premio para el Avance del Software Libre de la FSF (FSF Award for the Advancement of Free Software) que otorga la fundación a una persona que haya hecho una gran contribución al progreso del software libre y Premio de software libre para proyectos de beneficio social (Free Software Award for Projects of Social Benefit).
GNU Press
El departamento de publicaciones de la FSF es el responsable de publicar libros asequibles sobre informática usando licencias de libre distribución.
Definición de software libre
Mantiene muchos documentos que definen y explican claramente que es el software libre.
Campañas
Las campañas de la FSF apuntan a oportunidades importantes para la adopción y desarrollo de software libre, empoderan a las personas contra amenazas específicas a su libertad y nos acercan a una sociedad libre:
- Proyectos de software libre de alta prioridad: La lista de proyectos de alta prioridad de la FSF y la lista de tareas de ingeniería inversa sirven para fomentar el desarrollo de proyectos que son importantes para aumentar la adopción y el uso de software libre y sistemas operativos de software libre.
- JavaScript libre: FreeJS La campaña Free JavaScript es un esfuerzo continuo para persuadir a las organizaciones de hacer que sus sitios web funcionen sin requerir que los usuarios ejecuten ningún software no libre.
- Arranque seguro vs arranque restringido: La implementación de Secure boot ocasiona en ciertos casos que las computadoras no arrancarán sistemas operativos no autorizados, incluidos los sistemas autorizados inicialmente que se han modificado sin ser aprobados nuevamente.
- Actualizar desde Windows: el sistema operativo más utilizado del mundo aprovecha su posición dominante sobre sus usuarios, negando libertades de uso.
- Vigilancia: Si queremos desempañar programas de vigilancia como PRISM, debemos dejar de usar sistemas centralizados y unirnos para construir un Internet descentralizado, confiable y libre "como en libertad".
- DefectiveByDesign: Campaña para eliminar el DRM.
- PlayOgg.org: Para promocionar Ogg, una alternativa a formatos privativos como MP3 y AAC.
- Free BIOS: "BIOS libre". Campaña de apoyo al proyecto de creación de un BIOS libre.
- Hardware devices that support free software: Campaña para promocionar la compra de «hardware que de soporte al software libre».
- Encourage governments to adopt OpenDocument': Para «promover en los gobiernos la adopción de OpenDocument».

- Fin de patentes de software: Las campañas de la FSF para formatos que están libres de patentes de software, también trabajamos en la tarea más fundamental de finalizar por completo las patentes de software, a través de acciones legales y legislativas.[9]

## Organización
Junta Directiva
La junta Directiva de la FSF incluye entre ellos profesores en las principales universidades, ingenieros superiores y fundadores. También se admiten algunos activistas de alto perfil y empresarios de software.
John Sullivan es el actual director ejecutivo de la FSF. Los miembros anteriores que ocuparon el puesto fueron Peter T. Brown (2005-2010) y Bradley M. Kuhn (2001-2005).
Miembros actuales de la junta:
- Geoffrey Knauth, ingeniero de software sénior en SFA, Inc. (desde el 23 de octubre de 1997)
- Henry Poole, fundador de CivicActions, una firma gubernamental de servicios digitales (con servicio desde el 12 de diciembre de 2002)
- Gerald Jay Sussman, profesor de ciencias de la computación en el Instituto de Tecnología de Massachusetts (desde sus inicios)
- Alexander Oliva, Vicepresidente (servido desde el 28 de agosto de 2019) [39]
- Kat Walsh, abogada de derechos de autor y tecnología, defensora de la cultura libre y el software libre, y expresidenta de la Fundación Wikimedia [40]

Los miembros anteriores de la junta incluyen:
- Hal Abelson, miembro fundador,[10] profesor de ciencias de la computación en el Instituto de Tecnología de Massachusetts (ejerció desde el inicio hasta el 5 de marzo de 1998, y se reincorporó alrededor de 2005)
- Robert J. Chassell, tesorero fundador,[10] así como director fundador (ejerció desde el inicio hasta el 3 de junio de 1997)
- Miguel de Icaza (ejerció desde agosto de 1999 hasta el 25 de febrero de 2002)
- Benjamin Mako Hill, profesor asistente de la Universidad de Washington (ejerció desde el 25 de julio de 2007 hasta octubre de 2019)[11]
- Matthew Garrett, desarrollador de software (sirvió desde el 16 de octubre de 2014)[12]
- Bradley Kuhn, director ejecutivo de Software Freedom Conservancy y exdirector ejecutivo de FSF (ejerció del 25 de marzo de 2010[13] al 13 de octubre de 2019[14])
- Lawrence Lessig, profesor de derecho en la Universidad de Stanford (ejerció desde el 28 de marzo de 2004 hasta 2008)
- Eben Moglen (ejerció desde el 28 de julio de 2000 hasta 2007)
- Len Tower Jr., miembro fundador,[10] (ejerció hasta el 2 de septiembre de 1997)
- Richard Stallman, presidente fundador, lanzó el proyecto GNU, autor de la Licencia Pública General de GNU (ejerció como presidente desde el inicio, hasta el 16 de septiembre de 2019)

Organizaciones hermanas
- Free Software Foundation Europe. Fundada en el 2001
- Free Software Foundation of India. Fundada en el 2003
- Free Software Foundation América Latina. Fundada en el 2005

### Afiliación
El 25 de noviembre de 2002, la FSF lanzó el programa de Miembros Asociados de la FSF para individuos. Bradley M. Kuhn (director ejecutivo de la FSF, 2001-2005) lanzó el programa y también se inscribió como el primer Miembro Asociado.
Los miembros asociados desempeñan principalmente un papel honorífico y de apoyo a la financiación. En 2023, los miembros asociados obtuvieron la capacidad de hacer nominaciones al consejo, junto con el personal de la FSF y los miembros con derecho a voto de la FSF. También hay una reunión anual de los miembros de la FSF, normalmente durante el almuerzo en LibrePlanet, en la que se solicitan opiniones para la FSF.

### Financiación
La mayor parte de la financiación de la FSF proviene de patrocinadores y miembros. Los ingresos también provienen de laboratorios de cumplimiento relacionados con el software libre, ofertas de trabajo, obras publicadas y una tienda web. La FSF ofrece ponentes y seminarios de pago, y todos los proyectos de la FSF aceptan donaciones.
Los ingresos financian programas y campañas de software libre, mientras que el efectivo se invierte de forma conservadora en inversiones socialmente responsables. La estrategia financiera está diseñada para mantener el futuro a largo plazo de la Fundación a través de la estabilidad económica.
La FSF es una organización exenta de impuestos y publica anualmente en Internet el formulario 990 del Internal Revenue Service.

### Equipo legal
Eben Moglen y Dan Ravicher trabajaron anteriormente de forma individual como asesores legales pro bono de la FSF. Después de formar el Software Freedom Law Center, Eben Moglen continuó como asesor general de la FSF hasta 2016.

### Empleados
La Fundación tiene alrededor de una docena de empleados. La mayoría, pero no todos, trabajan en la sede de la FSF en Boston, Massachusetts.

## Críticas y detractores
La FSF ha desempeñado y desempeña un papel muy importante en el desarrollo del software libre, por ello goza de muchas simpatías entre los usuarios de dicho software y tiene muchos enemigos en la industria del software privativo.
Al margen de este hecho, dentro de la comunidad no todos comparten plenamente la filosofía o actuaciones de la FSF siendo la Open Source Initiative (OSI) la principal línea de pensamiento alternativa a la FSF.

### Posición sobre la Gestión de derechos digitales  DRM
Linus Torvalds ha criticado a la FSF por utilizar la GPLv3 como arma en la lucha contra los DRM. Torvalds argumenta que la cuestión de la DRM y la de una licencia de software deberían tratarse como dos cuestiones separadas.

### CampañaDefective by Design
El 16 de junio de 2010, Joe Brockmeier, periodista de Linux Magazine, criticó la campaña Defective by Design de la FSF por ser "negativa" e "infantil" y no ser adecuada para proporcionar a los usuarios "alternativas creíbles" al software privativo. La FSF respondió a esta crítica diciendo "que hay una diferencia fundamental entre hablar en contra de las políticas o acciones y las campañas de desprestigio", y "que si uno está tomando una posición ética, está justificado, y a menudo es necesario, no sólo hablar de los beneficios de la libertad, sino en contra de los actos de desposesión y privación de derechos".

### Controversia sobre la licencia GNU LibreDWG
En 2009, una actualización de la licencia de LibDWG/LibreDWG a la versión 3 de la GPL de GNU, hizo imposible que los proyectos de software libre LibreCAD y FreeCAD usaran LibreDWG legalmente. Muchos proyectos expresaron su descontento por la selección de la licencia GPLv3 para LibreDWG, como FreeCAD, LibreCAD, Assimp y Blender. Algunos sugirieron la selección de una licencia con una compatibilidad más amplia, por ejemplo MIT, BSD, o LGPL 2.1.. Se hizo una petición a la FSF para relicenciar GNU LibreDWG como GPLv2, que fue rechazada en 2012.
La libDWG se ha estancado desde 2011 por varias razones, incluyendo problemas de licencia.